# Fedia pallescens
Fedia pallescens är en kaprifolväxtart. Fedia pallescens ingår i släktet fedior, och familjen kaprifolväxter.

## Underarter
Arten delas in i följande underarter:
- F. p. hirsuta
- F. p. pallescens